# Kepler-1625
Kepler-1625 là một ngôi sao có khối lượng mặt trời 14 độ richter nằm trong chòm sao Thiên Nga cách xa khoảng 8.000 năm ánh sáng. Khối lượng của nó bằng 5% khối lượng của Mặt Trời, nhưng bán kính của nó lớn hơn khoảng 70% phản ánh trạng thái tiến hóa hơn của nó. Một ứng cử viên ngoại hành tinh khí khổng lồ đã được phát hiện bởi Kepler Mission xung quanh ngôi sao vào năm 2015, sau đó được xác nhận là một hành tinh có khả năng thực sự với độ tin cậy >99% vào năm 2016. Năm 2018, dự án Hunt for Exomoons với Kepler đã báo cáo rằng hành tinh ngoại này có bằng chứng cho một exomoon cỡ Sao Hải Vương xung quanh nó, dựa trên các quan sát từ Sứ mệnh Kepler của NASA. Các quan sát sau đó của Kính viễn vọng Không gian Hubble lớn hơn đã cung cấp bằng chứng tổng hợp cho một vệ tinh cỡ Sao Hải Vương, với cuộc tranh luận đang diễn ra về thực tế của ứng cử viên ngoại dịch này.

## Hệ hành tinh
| Thiên thể đồng hành (thứ tự từ ngôi sao ra) | Khối lượng | Bán trục lớn (AU) | Chu kỳ quỹ đạo (ngày) | Độ lệch tâm | Độ nghiêng  | Bán kính    |
| ------------------------------------------- | ---------- | ----------------- | --------------------- | ----------- | ----------- | ----------- |
| b                                           | ≤11.6 MJ   | 0.98±0.14         | 287.3727±0.0022       | —           | 89.97±0.02° | 11.4±1.6 R🜨 |